# Phaedyma polionota
Phaedyma polionota är en fjärilsart som beskrevs av Grose-smith 1900. Phaedyma polionota ingår i släktet Phaedyma och familjen praktfjärilar. Inga underarter finns listade i Catalogue of Life.